# Planispirinella
Planispirinella es un género de foraminífero bentónico de la subfamilia Fischerininae, de la familia Fischerinidae, de la superfamilia Cornuspiroidea, del suborden Miliolina y del orden Miliolida. Su especie tipo es Hauerina exigua. Su rango cronoestratigráfico abarca el Holoceno.

## Discusión
Clasificaciones más recientes incluyen Planispirinella en la superfamilia Nubecularioidea.

## Clasificación
Planispirinella incluye a las siguientes especies:
- Planispirinella barnardia
- Planispirinella carinata
- Planispirinella exigua
- Planispirinella involuta
- Planispirinella tenuis